# Ipersonno
Il termine ipersonno è utilizzato nella letteratura medica e nella fantascienza per indicare una condizione patologica di sonno continuo. Nella letteratura di fantascienza è usato per descrivere un arresto completo e reversibile dei processi vitali.

## Ipersonno in medicina
In medicina l'ipersonno è uno stato di sonno patologico profondo, spesso invincibile, durante il quale si osservavano talora atonia muscolare e perdita della sensibilità. Il termine veniva utilizzato per descrivere la sintomatologia della fase iniziale dell'encefalite letargica di von Economo-Cruchet nel corso della quale i pazienti spesso dormivano continuamente giorno e notte e tendevano a riaddormentarsi quando venivano risvegliati (tuttavia, se risvegliati, a differenza dei pazienti in coma, apparivano ben orientati rispetto all'ambiente) o per indicare genericamente un sonno profondo e senza sogni. In entrambi i casi si preferisce attualmente l'espressione «ipersonnia» (patologica).

## Ipersonno nella fantascienza
Nella letteratura di fantascienza il termine ipersonno descrive un arresto completo e reversibile dei processi vitali. Condizioni fisiologiche nelle quali si verifica un rallentamento delle funzioni vitali sono il letargo, fisiologico in alcune specie animali, e l'animazione sospesa, indotta artificialmente e per breve tempo per motivi terapeutici o di ricerca. 
- In alcune storie ideate dagli sceneggiatori della serie cinematografica di Alien (in particolare nel secondo capitolo)  l'ipersonno è uno stato di letargo (o sonno provocato artificialmente)[6] indotto dalle capsule nelle quali ci si deve rinchiudere durante i lunghi viaggi spaziali[7]. Il suo scopo primario è quello di impedire che i soggetti invecchino durante le traversate che possono durare anche molti anni.
- Nel film Pandorum - L'universo parallelo (2009) di Christian Alvart[8], il Caporale Bower (Ben Foster) si sveglia dentro un modulo per l'ipersonno ed è preso da claustrofobia.